# Wang Guoquan
Wang Guoquan (chiń. 王国权; ur. 1911, zm. 2004) – chiński dyplomata.
Ambasador Chińskiej Republiki Ludowej w Niemieckiej Republice Demokratycznej między grudniem 1956 a styczniem 1964 roku. Następnie ambasador w Polskiej Rzeczypospolitej Ludowej od lipca 1964 do lipca 1970 roku.